# 桑子真帆
桑子 真帆（くわこ まほ、1987年5月30日 - ）は、NHKのアナウンサー。

## 来歴
神奈川県川崎市生まれ。鷗友学園女子中学校・高等学校、東京外国語大学外国語学部チェコ語専攻卒業。2010年、NHKに入局。初任地はNHK長野放送局に配属。長野で3年間勤務後、NHK広島放送局へ異動。2015年より東京アナウンス室勤務。

## パーソナルデータ
- 好きなものやこと : 食べ物は何でも好き。特にアメリカンドッグが好き[10]。鉄道旅行が好きで、青春18きっぷで北海道まで行き、道内を回ってから帰ってきたこともある[11]。
- 趣味・特技：買い物、楽器演奏[10]。

アナウンサー職と関係のある逸話
- 小学校時代、『クローズアップ現代』に出演している国谷裕子に憧れていた[2][6]。
- 大学生時代、NHKでアルバイトをしていた[12]。専攻していたチェコ語は「少ししか喋れない」と明かしている[6]。サークル活動で、ブラジル音楽のバンドでサックス、打楽器を担当[13]。
- 日本テレビ『スッキリ』を視聴しており、同番組内の「クイズッス」の天の声を担当したいと述べている[14][15]。

### 親族・配偶者など
配偶者
- 谷岡慎一（2017年5月30日[16] - 2018年6月3日[17]）。フジテレビアナウンサー。
  - 結婚当日には桑子本人が『ニュースウオッチ9』のブログで報告を行った[18]。
- 小澤征悦（2021年9月1日[19] - ）。俳優。
  - 結婚翌日には小澤が『スッキリ』(日本テレビ）で結婚を生報告した[20]。

親族
- 元青森放送アナウンサーの桒子英里は再従姉妹に当たる[21]。

## 出演
太字は、現在出演（担当）中。

### 長野放送局勤務時（2010年度 - 2012年度）
テレビ
- 2011年3月の東日本大震災（東北地方太平洋沖地震）では、盛岡放送局に応援で派遣され、災害情報を中心にローカルニュースを担当した。
- ゆうどきネットワーク - 2012年4月4日放送（長野電鉄屋代線の廃線レポート）[22]
- 着信御礼!ケータイ大喜利 - 2010年10月9日放送[23]、2012年6月10日放送[24]、2012年11月4日放送[25]（投稿受付担当）

ラジオ
- ここはふるさと 旅するラジオ - 2012年7月2日 - 5日[26][27][28][29]

### 広島放送局勤務時（2013年度 - 2014年度）
- おはようひろしま キャスター（広島局・総合・2013年4月 - 2015年2月[30][補足 1]
- ワラッチャオ!（BSプレミアム、初代お姉さん役、2013年[31][32] - 2015年3月[33][補足 2]）
- NHKニュースおはよう日本（寺門亜衣子の代理キャスター：2014年8月11日 - 8月15日）

### 東京アナウンス室勤務時（2015年度 - ）
- NHKニュース7（サブキャスター：祝日を除く月曜 - 金曜：2015年3月30日[35] - 2016年3月25日）
- NHKニュース（『ニュース シブ5時』を放送しない日の午後5時台のニュースを担当）
- 首都圏ニュース845（キャスター：祝日を除く月曜 - 金曜：2015年3月30日 - 2016年3月25日）
  - 上記3つは松村正代と隔週で担当。
- NHKニュース7 サブキャスター（日曜）（2015年8月30日、2016年1月24日）
- ニュース・気象情報（午後8時45分：日曜）（2015年8月30日、2016年1月24日）
  - 中山庸介休暇に伴う代理
- ブラタモリ（アシスタント・2015年4月11日[36] - 2016年4月2日）
- 一本の道「“天空の城”古代ローマの道をゆく〜イタリア中部〜」 2016年4月27日（水） 午後10時00分（60分）
- ニュースチェック11（キャスター：2016年4月4日 - 2017年3月31日、祝日を除く月曜 - 金曜）
- 人名探究バラエティー　古舘伊知郎の日本人のおなまえっ！[補足 3]）（司会・2016年8月25日）
- ニュースウオッチ9（キャスター：2017年4月3日 - 2020年3月27日）
- NHK紅白歌合戦（総合司会・2017年、2018年、2020年、2022年）
- ピョンチャンオリンピック開会式実況（2018年2月9日、冨坂和男と）
- テレビ放送開始65周年 NHK×日テレ コラボデー（2018年9月22日）
- オドモTV - オドモニュースキャスター（2019年5月18日 - 2020年3月28日）
- 福山雅治×香川照之の生きものすごいぜ!（司会・2020年1月2日）
- ホットスポット最後の楽園（ナレーション・2020年1月26日 - 4月29日）
- 大河ドラマ　麒麟（きりん）がくる紀行 - ナレーション（2020年1月19日 - 2021年2月7日）
- NHKスペシャル　ホットスポット最後の楽園 - ナレーション（2020年1月26日 - ）
- NHKニュースおはよう日本 - メインキャスター（6:00 - 7:45・祝日を除く月曜日 - 金曜日）（2020年3月30日 - 2022年4月1日）
- 'NHKニュースおはよう日本・関東甲信越  - メインキャスター（7:45 - 8:00・祝日を除く月曜日 - 金曜日）（2020年3月30日 - 2022年4月1日）
- たけしのその時カメラは回っていた  - MC（2020年4月4日 - 2022年3月23日、月1回放送）
- ライブ・エール（NHK総合）- 司会
  - みんなでエール キックオフスペシャル（2020年7月9日）
  - ライブ・エール 〜今こそ音楽でエールを〜（2020年8月8日）
  - ライブ・エール2021（2021年8月14日）
  - ライブ・エール2022（2022年8月6日）[37]
  - ライブ・エール2023（2023年8月12日）
  - ライブ・エール2024（2024年5月4日）
- 2020年東京オリンピック 閉会式（2021年8月8日、テレビ、三瓶宏志と共に担当）[38]。
- クローズアップ現代 - MC（2022年4月4日 - ）
- 君の声が聴きたい 生放送スペシャル（2024年5月4日） - 鈴木奈穂子と共に司会進行

### 補足
1. ↑  2013年度と2014年度は隔週で担当。
2. ↑  同年3月に2回放送されたパイロット版も担当[34]。
3. ↑  「ネーミングバラエティー　日本人のおなまえっ!」の改題前の「人名探求バラエティー　日本人のおなまえっ!」のパイロット版